# Lijst van voetbalinterlands Australië - Denemarken
Deze lijst van voetbalinterlands is een overzicht van alle officiële voetbalwedstrijden tussen de nationale teams van Australië en Denemarken. De landen speelden tot op heden vijf keer tegen elkaar., De eerste ontmoeting, een vriendschappelijke wedstrijd, werd gespeeld in Londen (Verenigd Koninkrijk) op 6 februari 2007. Het laatste duel, een groepswedstrijd tijdens het Wereldkampioenschap voetbal 2022, vond plaats op 30 november 2022 in Al Wakrah (Qatar).

## Wedstrijden
| № | Plaats       | Datum            | Competitie        | Wedstrijd              | Uitslag |
| - | ------------ | ---------------- | ----------------- | ---------------------- | ------- |
| 1 | Londen       | 6 februari 2007  | Vriendschappelijk | Australië – Denemarken | 1 – 3   |
| 2 | Johannesburg | 1 juni 2010      | Vriendschappelijk | Australië – Denemarken | 1 – 0   |
| 3 | Kopenhagen   | 2 juni 2012      | Vriendschappelijk | Denemarken – Australië | 2 – 0   |
| 4 | Samara       | 21 juni 2018     | WK 2018           | Australië – Denemarken | 1 − 1   |
| 5 | Al Wakrah    | 30 november 2022 | WK 2022           | Australië – Denemarken | 1 − 0   |

## Samenvatting
| Competitie        | Totaal gespeeld | Winst Australië | Gelijk | Winst Denemarken | Doelsaldo Australië – Denemarken |
| ----------------- | --------------- | --------------- | ------ | ---------------- | -------------------------------- |
| WK-eindronde      | 2               | 1               | 1      | 0                | 2 − 1                            |
| Vriendschappelijk | 3               | 1               | 0      | 2                | 2 − 5                            |
| Totaal            | 5               | 2               | 1      | 2                | 4 − 6                            |

Wedstrijden bepaald door strafschoppen worden, in lijn met de FIFA, als een gelijkspel gerekend.

## Details

### Eerste ontmoeting
| Vriendschappelijk (Londen, Engeland, 6 februari 2007):            |       |                                                              |
| Australië                                                         | 1 – 3 | Denemarken                                                   |
| Brett Emerton 85'                                                 | goals | 5' Jon Dahl Tomasson 27' Daniel Jensen 36' Jon Dahl Tomasson |
| - Debuut van Morten Nordstrand (FC Nordsjælland) voor Denemarken. |       |                                                              |

### Tweede ontmoeting
| Vriendschappelijk (Johannesburg, Zuid-Afrika, 1 juni 2010): |       |            |
| Australië                                                   | 1 – 0 | Denemarken |
| Joshua Kennedy 71'                                          | goals |            |

### Derde ontmoeting
| Vriendschappelijk (Kopenhagen, Denemarken, 2 juni 2012): |       |           |
| Denemarken                                               | 2 – 0 | Australië |
| Daniel Agger 32' (pen.) Andreas Bjelland 68'             | goals |           |